# Take off (Fahrgeschäft)
Take off ist die Bezeichnung eines Typs Fahrgeschäft, das seit 1993 von der HUSS Maschinenfabrik GmbH & Co. KG (jetzt Huss Rides) aus Bremen, sowohl in einer stationären als auch in einer transportablen Ausführung realisiert worden ist. Es sind insgesamt 8 oder möglicherweise auch 10 Anlagen gebaut worden.

## Aufbau und Fahrweise
Auf einer achteckigen, drehenden Karussellscheibe sind vier Gondeln für jeweils 10 Personen angeordnet. Die Fahrgäste sitzen in zwei Sitzreihen zu je 5 Personen am äußeren Rand der Gondel gegenüber, wobei der Drehpunkt der Gondel mittig ist. Zusätzlich zu den beiden Drehbewegungen von Scheibe und Gondel lässt sich die Scheibe mittels eines Hub-Arms um bis 70 Grad schrägstellen. Die Drehgeschwindigkeiten von Scheibe und Gondeln sind variabel, wobei auch die Drehrichtung gewechselt werden kann. Aufgrund möglicher hoher Drehgeschwindigkeiten sind hohe G-Kräfte möglich. Die Fahrgäste sind per Schulterbügel gesichert.
Die Kombination aus drehender Scheibe und deren Schrägstellung mittels eines Hub-Arms ähnelt dem Fahrgeschäft-Typ Flipper (Fahrgeschäft) der gleichen Herstellerfirma.

## Unvollständige Liste der gebauten Anlagen (stationär und reisend)
| Name             | Baunummer | Baujahr | Status     | Betreiber                         | Land                   | Vorbesitzer | Bemerkungen                                                      |
| ---------------- | --------- | ------- | ---------- | --------------------------------- | ---------------------- | --- | ---------------------------------------------------------------- |
| Take off         | 65 305    | 1993    | In Betrieb | Ruppert (Bad Wildungen)           | Deutschland            | 1993–1995: Kipp (Bonn) | Nr. 1                                                            |
| Take off         | 65 306    | 1993    | In Betrieb | seit 2015: Murphy (GBR)           | Vereinigtes Königreich | 1993–2001: Rüth & Rasch (Hamburg) 2002–2004: Rasch (Hamburg) 2005: Rüth (Hamburg) 2006–2009: Rüth & Ottens (Hamburg) 2009–2013: Rüth (Hamburg) | Nr. 2, nach der Saison 2013 zwischenzeitlich eingelagert         |
| Take off         |           | 1993    | In Betrieb | seit 2006: Särkänniemi (FIN)      | Finnland               | 1993–1998: Dehner (München) 2003–2005: Parken Zoo (SWE)                                                                                        |                                                                  |
| Take off         | 65 308    | 1994    | In Betrieb | Andreas Langenscheidt (Großefehn) | Deutschland            | 1994–2021: Karl-Heinz Langenscheidt (Aurich)                                                                                                   |                                                                  |
| Booster Take off |           | 1993    | In Betrieb | Ahrend (Hannover)                 | Deutschland            | 1993–1994: Kinzler (Stuttgart) | 2005: Umbenennung in „Booster“                                   |
| Take off         |           | 1997    | In Betrieb | seit 2005: Bird’s Euro Show (IRL) | Irland                 | 1997–1998: van Berg (Stuttgart) 2002–2003: Lehrmann (Leipzig)                                                                                  | Zwischenzeitlich zweimal beim Hersteller eingelagert gewesen     |
| Take off         | 68 731    | 1994?   | In Betrieb | seit 1996: Schmit (BEL)           | Belgien                | 1994–1995: Liseberg Park (Göteborg, SWE)? | ehemalige Anlage aus dem Liseberg Park (SWE), in Park 1994–1995? |